# Якупов, Фарват Абдуллович
Фарва́т Абду́ллович Яку́пов (20 марта 1958, Гафурийский район, Башкирская АССР — 1 декабря 2008, Видное, Московская область) — старший оперуполномоченный по особо важным делам специального отряда быстрого реагирования (СОБР) Главного управления внутренних дел Московской области, подполковник милиции в отставке, Герой Российской Федерации (25.08.1995).

## Биография
Фарват Якупов родился 20 марта 1958 года в селе Бурлы Гафурийского района Башкирской АССР. Татарин по национальности. Окончил среднюю школу.
С октября 1983 года по декабрь 1985 года прапорщик Фарват Якупов проходил службу в Вооружённых Силах СССР в составе ограниченного контингента советских войск в Демократической Республике Афганистан.
С 4 сентября 1991 года — на службе в органах внутренних дел: милиционер, командир отделения отряда милиции особого назначения ГУВД Московской области. С января 1993 года — в подмосковном СОБРе на должности оперуполномоченного, а с ноября того же года — старшего оперуполномоченного по особо важным делам. Неоднократно выезжал в служебные командировки на Северный Кавказ. Участвовал в боевых операциях, в одной из которых в конце января 1995 года, прикрывая отход попавшей в окружение группы, был тяжело ранен.
Указом Президента Российской Федерации № 877 от 25 августа 1995 года за мужество и отвагу, проявленные при исполнении служебного долга в Северо-Кавказском регионе в условиях, сопряженных с риском для жизни, старшему лейтенанту милиции Якупову Фарвату Абдулловичу присвоено звание Героя Российской Федерации с вручением медали «Золотая Звезда».
Фарват продолжил службу в органах МВД России — в Центре оперативно-тактической подготовки подмосковного Регионального управления по борьбе с организованной преступностью. С 2003 года в отставке.
Жил в городе Видное Московской области. Окончил Академию государственной службы при Президенте Российской Федерации.
Герой России, подполковник милиции в отставке Якупов Фарват Абдуллович скончался 1 декабря 2008 года в городе Видное после тяжелой продолжительной болезни на 51-м году жизни. 3 декабря 2008 года он был похоронен с воинскими почестями в Башкортостане в родном селе Бурлы Гафурийского района.

## Награды
- Герой Российской Федерации
- орден Мужества
- орден «За личное мужество»
- медаль «За отвагу»
- медаль «За боевые заслуги»